# Stadthalle Datteln
Die Stadthalle Datteln ist eine Veranstaltungshalle in der Stadt Datteln. Sie dient als Zentrum für kulturelle und gesellschaftliche Veranstaltungen in der Region.

## Geschichte
Im Jahr 1894 entstand an der Rottstraße ein Kolpinghaus, das 1928 durch einen Neubau ersetzt wurde. Während des Zweiten Weltkriegs wurde dieses durch Bombenangriffe zerstört. Ein von der Kolpinghaus e. V. errichteter Neubau wurde 1948 eröffnet. Nachdem die Stadt Datteln das Gebäude erworben hatte, wurde es ab 1974 umgebaut. Die Eröffnung als Stadthalle fand 1977 statt. Ab 2020 erfolgten umfangreiche energetische Sanierungsmaßnahmen, die Wiedereröffnung erfolgte im September 2023.

## Ausstattung und Nutzung
Die Architektur der Stadthalle Datteln bietet Platz für Veranstaltungen und verfügt über einen großen Saal mit Bühne, der für Konzerte, Theateraufführungen, Bälle und Konferenzen genutzt wird.